# Třída Dorsetshire
Třída Dorsetshire byla třída těžkých křižníků britského královského námořnictva. Třída představovala třetí skupinou těžkých křižníků třídy County. Postaveny byly dvě jednotky, které byly ve službě od roku 1930. Oba křižníky se účastnily bojů druhé světové války. Jeden byl ve válce ztracen a druhý byl nedlouho po ní sešrotován.

## Stavba
Konstrukce byla velice podobná předchozí třídě London. Hlavní vylepšení se týkala dělových věží a dodávky munice. V letech 1927–1930 byly postaveny dvě jednotky této třídy.
Jednotky třídy Dorsetshire:
| Jméno       | Loděnice            | Založení kýlu    | Spuštění na vodu  | Přijetí do služby | Status                                                                          |
| ----------- | ------------------- | ---------------- | ----------------- | ----------------- | ------------------------------------------------------------------------------- |
| Dorsetshire | Portsmouth Dockyard | 21. září 1927    | 29. ledna 1929    | 30. září 1930     | Dne 5. dubna 1942 byl při japonském výpadu do Indického oceánu potopen náletem. |
| Norfolk     | Fairfield, Govan    | 8. července 1927 | 12. prosince 1928 | 30. dubna 1930    | Prodán do šrotu 1950.                                                           |

## Konstrukce

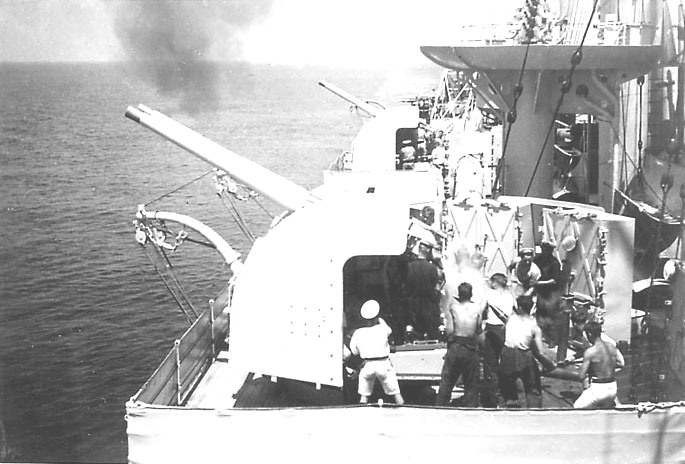
102mm kanóny Dorsetshire

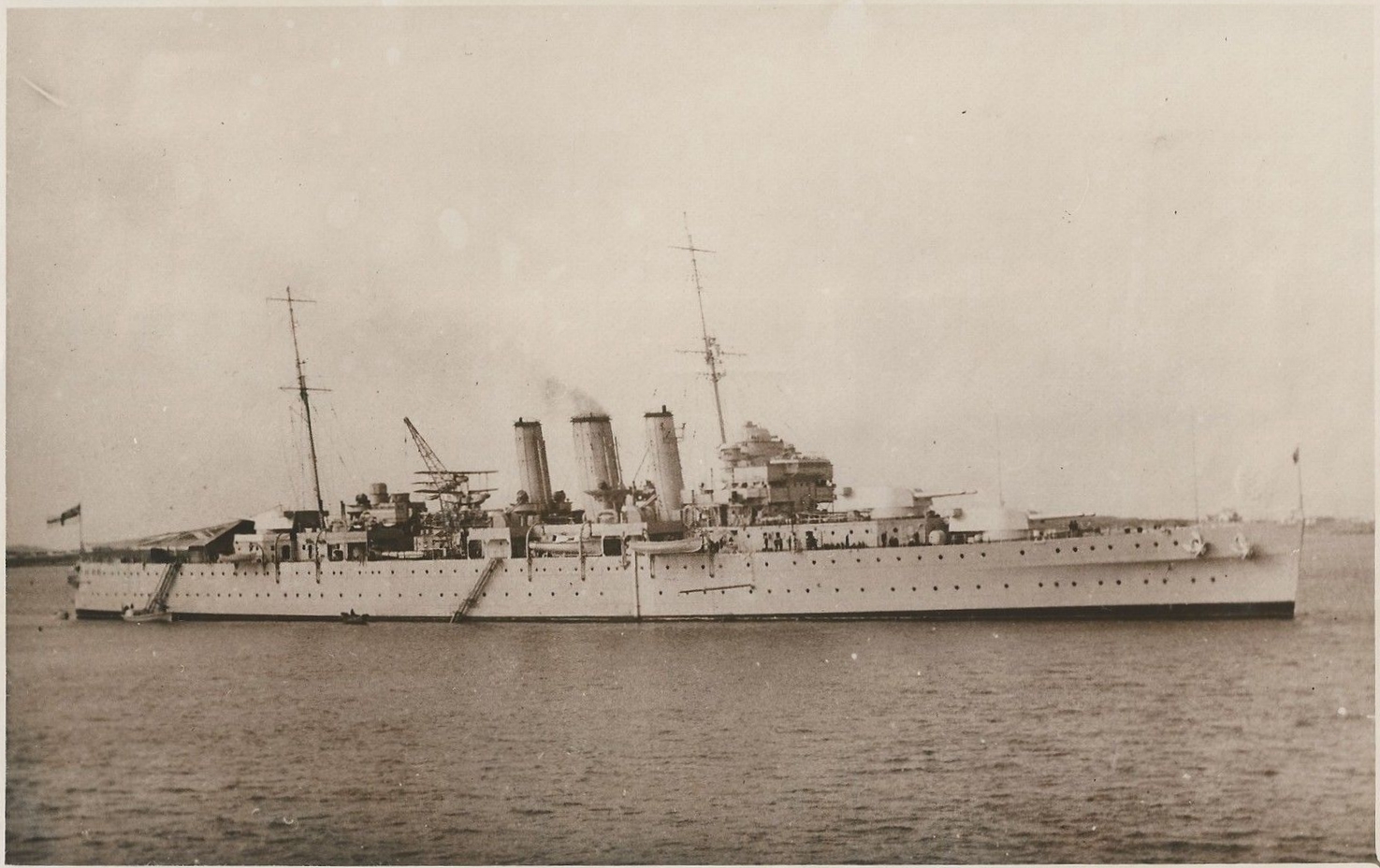
HMS Dorsetshire

Hlavní výzbroj tvořilo osm 203mm/50 kanónů BL Mk.VIII umístěných ve čtyřech dvoudělových věžích. Doplňovalo je osm 102mm kanónů QF Mk.V HA ve dvojitých lafetách Mk.XVI, čtyři jednohlavňové 40mm kanóny Pom-pom Mk.V a dva čtyřhlavňové 533mm torpédomety. Nesena byla torpéda Mk.VI. Pohonný systém tvořilo osm tříbubnových kotlů Admiralty a čtyři turbínová soustrojí Parsons o výkonu 80 000 hp, pohánějící čtyři lodní šrouby. Nejvyšší rychlost dosahovala 32,3 uzlu.

### Modifikace
Roku 1931 byly křižníky vybaveny hydroplánem, pro který byl o rok později instalován katapult. Roku 1937 byly původní 40mm kanóny nahrazeny čtyřmi dvouhlavňovými 40mm kanóny QF Mk.XVI a dvěma osmihlavňovými 40mm kanóny Pom-pom. Protiletadlový výzbroj křižníku Dorsetshire byla nedlouho před jeho potopením doplněna devíti 20mm kanóny.
Na Norfolku byl roku 1943 odstraněn katapult a hydroplán. V roce 1944 křižník prodělal 11měsíční modernizací. Mimo jiné byla sejmuta zadní dělová věž a výrazně posílena protiletadlová výzbroj. Oba osmihlavňové 40mm kanóny nahradilo šest čtyřhlavňových. Ke konci války navíc bylo instalováno deset 40mm kanónů a dvacet dva 20mm kanónů. V září 1945 tak křižník nesl celkem šest 203mm kanónů, osm 102mm kanónů, třicet čtyři 40mm kanónů, dvacet dva 20mm kanónů a osm 533mm torpédometů.

## Operační nasazení

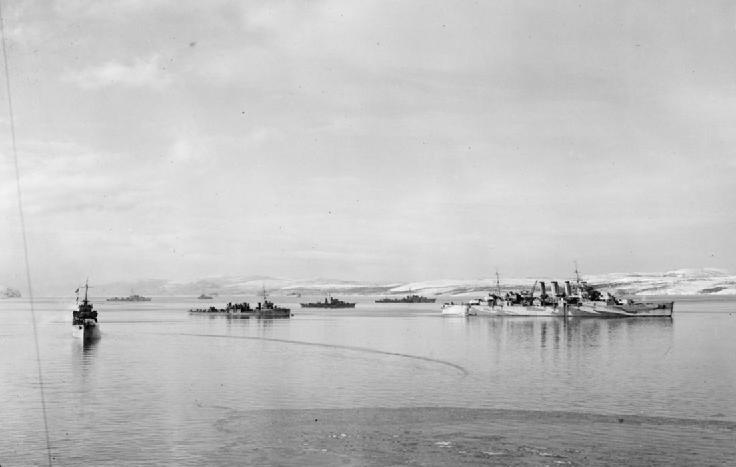
HMS Norfolk s konvojem

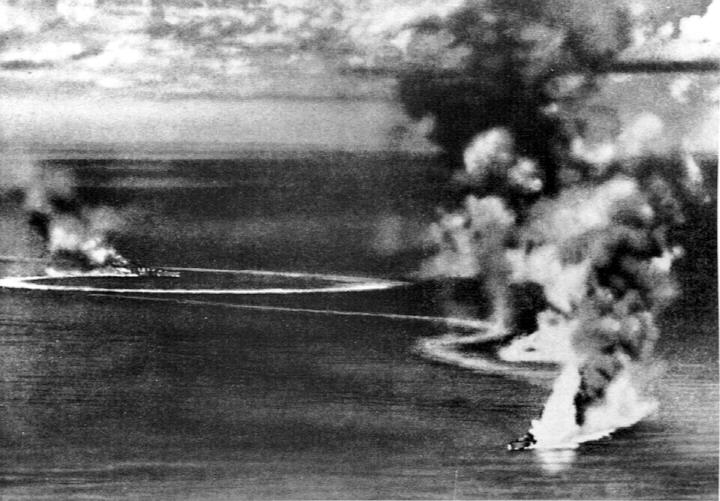
Potopení křižníků HMS Dorsetshire a Cornwall japonskými letadly

Obě sesterské lodě se v květnu 1941 podílely na pronásledování a potopení německé bitevní lodi Bismarck. Norfolk vystřelil 527 nábojů a osm torpéd a Dorsetshire dalších 254 nábojů a tři torpéda, z nichž dvě v závěru boje Bismarck definitivně potopila. Dorsetshire poté vzal na palubu část trosečníků.
Dorsetshire byl po vstupu Japonska do války převelen do Asie. Dne 5. dubna 1942 byl, společně s těžkým křižníkem HMS Cornwall, poblíž Cejlonu potopen japonskými palubními letouny. Stalo se tak v rámci japonské operace C.
Norfolk se v prosinci 1943 podílel na ochraně arktického konvoje do Sovětského svazu JW 55B, který se pokusil napadnout německý bitevní křižník Scharnhorst. V následné bitvě u Severního mysu byl Scharnhorst potopen. Ve střetnutí Norfolk utržil dva zásahy z německých 280mm kanónů. Na sklonku války Norfolk operoval v Pacifiku. V roce 1949 byl vyřazen ze služby a v následujícím roce byl sešrotován.